# Хахам, Эмиль Жансонович
Эмиль Жансонович Хахам (26 октября 1935 — 13 октября 2010, Скоки) — молдавский советский филолог и педагог-методист.

## Биография
Родившись во Франции, после присоединения Бессарабии к СССР в 1940 году поселился с семьёй в Бельцах. В годы Великой Отечественной войны был воспитанником Ивановского интернационального детского дома, затем учился в ивановской средней школе № 2.
Окончил Ленинградский педагогический институт имени А. И. Герцена. Диссертацию кандидата педагогических наук по теме «Постановка произношения и техники чтения на начальном этапе обучения французскому языку (в условиях молдавской аудитории)» защитил в Московском государственном педагогическом институте имени В. И. Ленина в 1964 году. На протяжении 35 лет работал преподавателем и заведующим кафедрой французского языка Бельцкого педагогического института.
Основные труды по постановке произношения, интонации и техники чтения изучающих французский язык. Автор учебников для молдавских средних школ и методических пособий по преподаванию французского языка.
Последние годы жизни жил в Иллинойсе.

## Семья
Жена — Эстер Хахам, сын — Михаил Хахам.

## Книги
- М. И. Пригорский, Э. Ж. Хахам. Livre de lecture pour les 4—5-ièmes classes. Кишинёв: Лумина, 1979.
- Э. Ж. Хахам, Н. П. Загарская. Dezvoltarea vorbirii la lecţiile de limba franceză: Exerciţii orale în ajutorul învăţătorului. Кишинёв: Лумина, 1982.
- Э. Ж. Хахам. Sistemul ortoepic francez în tabele (Indicaţii metodice). Кишинёв: Лумина, 1983.
- Э. Ж. Хахам. Методика преподавания французского языка в молдавской школе: Пособие для студентов вузов. Metodica predării limbii franceze în şcoala moldovenească (Pentru studenţii inst. de învăţ. superior). Кишинёв: Лумина, 1984. — 202 с.
- М. И. Пригорский, Э. Ж. Хахам. Carte de citire pentru clasele 4—5. Кишинёв: Лумина, 1984. — 88 с.
- Э. Ж. Хахам, М. И. Пригорский, В. И. Мудрик. Французский язык: Учебное пособие для 5-го класса средней молдавской школы. Limba franceză: Manual pentru cl. a 5-a a şcolii medii. Кишинёв: Лумина, 1989; 2-е издание — там же, 1991; 3-е издание — там же, 1992. — 206 с.
- Э. Ж. Хахам, М. И. Пригорский, В. И. Мудрик. Французский язык: Учебное пособие для 6-го класса средней молдавской школы. Limba franceză: Manual pentru cl. a 6-a a şcolii medii. Кишинёв: Лумина, 1989; 2-е издание там же, 1991. — 190 с.
- Э. Ж. Хахам, М. И. Пригорский, В. И. Мудрик. Организация методической работы по французскому языку в 5—6 классах: Пособие для учителя. Organizarea lucrului metodic la limba franceză în clasele 5—6: Pentru învăţători. Кишинёв: Лумина, 1989.
- Э. Ж. Хахам, М. И. Пригорский, В. И. Мудрик. Французский язык: Учебное пособие для 7-го класса средней молдавской школы. Кишинёв: Лумина, 1990; 2-е издание — там же, 1992. — 222 с.
- Э. Ж. Хахам, М. И. Пригорский, Л. М. Юллиан-Пригорская. Lectures faciles: Carte de citire la limba franceză pentru elevii claselor primare şi gimnaziale. Чимишлия: Tipcim, 1995. — 138 с.

## Публикации
- Хахам Э. Ж. Графическое слогоделение во французском языке // Учен. зап. Моск. гос. пед. ин-т им. В. И. Ленина. — М., 1963. — № 197. — С.38—60.
- Хахам Э. Ж. Некоторые вопросы методики обучения студентов-молдаван технике чтения на французском языке // Учен. зап. Моск. гос. пед. ин-т им. В. И. Ленина. — М., 1964. — № 210. — С.211—222.
- Хахам Э. Ж. Постановка французского грассирующего R. // Учен. зап. Моск. гос. пед. ин-т им. В. И. Ленина. — М., 1964. — № 233. — С.170—175.